# Anthony McGill (músic)
Anthony McGill   (Chicago, 17 de juliol de 1979) és el clarinetista principal de la Filharmònica de Nova York, després d'haver servit durant una dècada com a clarinet principal de l'Orquestra de l'Opera Metropolitana.

## Biografia
McGill és originari de Chicago, Illinois, i va créixer al barri de Chatham de la ciutat. Va assistir a l'"Interlochen Arts Academy", al "Curtis Institute of Music" de Filadèlfia, Pennsilvània i és instructor a l'"Institut Peabody" de la "Universitat Johns Hopkins" de Baltimore, Maryland i al "Mannes College of Music" de Nova York. McGill és un dels pocs músics afroamericans a ocupar un lloc principal en una orquestra important.
McGill va rebre el premi Avery Fisher Career Grant del 2000 i va rebre el premi Avery Fisher el 2020, atorgat a "instrumentistes solistes que han demostrat un èxit i una excel·lència excel·lents en música". Juntament amb Itzhak Perlman (violí), Yo-Yo Ma (violoncel) i Gabriela Montero (piano), va gravar i interpretar "Air and Simple Gifts", compost per John Williams, per a la presa de possessió del president dels Estats Units, Barack Obama, al gener. 20 de 2009. Tot i que la música que es reproduïa era una gravació feta dos dies abans a causa de la preocupació pel fred que feia malbé els instruments, en realitat els quatre tocaven al mateix temps que la gravació.
El germà gran de McGill, Demarre, és el principal flautista de la Symphony de Seattle i anteriorment va ocupar la mateixa posició amb la Dallas Symphony i la San Diego Symphony.